# IC 4994
IC 4994 ist eine linsenförmige Galaxie vom Hubble-Typ S0 im Sternbild Teleskop am Südsternhimmel. Sie ist rund 252 Millionen Lichtjahre von der Milchstraße entfernt.
Das Objekt wurde am 31. August 1904 von Royal Harwood Frost entdeckt.